# Contea di Marathon
La contea di Marathon (in inglese, Marathon County) è una contea dello Stato del Wisconsin, negli Stati Uniti. La popolazione al censimento del 2000 era di 125 834 abitanti. Il capoluogo di contea è Wausau.